# Statsraad Lehmkuhl
O Statsraad Lehmkuhl é um veleiro de três mastros possuído e operado pela fundação norueguesa Statsraad Lehmkuhl. Encontra-se baseado em Bergen, Noruega, e é utilizado para várias finalidades, incluindo a de navio-escola para a Defesa Marítima Norueguesa.

## História
Foi construído em Bremerhaven, em 1914, como um navio de treinamento para a marinha mercante alemã sob nome Grossherzog Friedrich August.
Após a Primeira Guerra Mundial foi tomado como despojo de guerra pela Inglaterra e, em 1921, foi adquirido pelo ministro norueguês Kristofer Diedrich Lehmkuhl.
Em 1978 o veleiro foi doado à fundação Statsraad Lehmkuhl.